# Mangone
Mangone (en calabrès, Mangùni) és un municipi italià, dins de la província de Cosenza, amb 1.890 habitantes.

## Evolució demogràfica
| Població censada al municipi de Mangone | Població censada al municipi de Mangone       | Població censada al municipi de Mangone |
| --------------------------------------- | --------------------------------------------- | --------------------------------------- |
|                                         |                                               |                                         |
| Notes:                                  | Elaboració gràfica per part de la Viquipèdia  |                                         |
|                                         | Font: ISTAT (Institut Nacional d'Estadística) |                                         |